# Импорт и экспорт данных

Extract, transform, load (ETL) - типичная процедура импорта в базы данных

Импорт и экспорт данных — это автоматический или полуавтоматический ввод и вывод наборов данных между различными программными приложениями. Он включает «перевод» из формата, используемого в одном приложении, в формат, используемый другим, когда такой перевод выполняется автоматически через машинные процессы, такие как транскодирование, преобразование данных и другие. Истинный экспорт данных часто содержит данные в необработанных форматах, которые в противном случае не могут быть прочитаны конечными пользователями без пользовательского интерфейса, который был разработан для их отображения .
Импорт и экспорт данных разделяет семантическую аналогию с копированием и вставкой, в которой наборы данных копируются из одного приложения и вставляются в другое. На самом деле, разработка программного обеспечения за буфером обмена операционной системы (и приложениями расширения буфера обмена) в значительной степени касается многих деталей и проблем преобразования и транскодирования данных, чтобы предоставить конечному пользователю иллюзию лёгкого копирования и вставки между любыми двумя приложениями, независимо от того, насколько они внутренне различаются. Команда «Сохранить как» во многих приложениях требует почти такой же разработки, когда файлы сохраняются в другом формате.
Способность импортировать и экспортировать данные (или отсутствие такой возможности) имеет большие экономические последствия, потому что это может быть ресурсоёмким для ввода данных неавтоматизированными способами (такими как повторный ввод вручную); отсутствие взаимодействия между системами, неспособными к импорту или экспорту данных между собой приводит к потере работоспособности, функционала и эффективности, как, например, в мэшапах.